# Merriwether Williams
Merriwether Williams (ur. 28 marca 1968) – amerykańska scenarzystka telewizyjna.
Opracowała szereg scenariuszy do seriali i filmów animowanych (m.in. Harcerz Lazlo, Johnny Test, My Little Pony: Przyjaźń to magia).

## Filmografia (wybór)
Źródła:
- Harcerz Lazlo (2005, scenariusz)
- Johnny Test (2005, scenariusz)
- The Ape (2005, scenariusz)
- Good Time Max (2007, scenariusz)
- My Little Pony: Przyjaźń to magia (2010, scenariusz)
- Littlest Pet Shop (2012, scenariusz)